# Länsväg 102
De Zweedse weg 102 (Zweeds: Länsväg 102) is een provinciale weg in de provincie Skåne län in Zweden en is circa 36 kilometer lang. De weg ligt in het meest zuidelijke deel van Zweden.

## Plaatsen langs de weg
- Skurup
- Idala
- Veberöd
- Dalby
- Lund

## Knooppunten
- E65 bij Skurup
- Riksväg 11, gezamenlijk tracé tussen Veberöd en Dalby
- E22 bij Lund